# Dafydd Rhys Williams
Dafydd Rhys „Dave“ Williams OC (* 16. Mai 1954 in Saskatoon, Saskatchewan) ist ein ehemaliger kanadischer Astronaut.
Williams wuchs in der kanadischen Provinz Québec auf, wo er die High School in Beaconsfield besuchte. Danach studierte er an der McGill University in Montreal und erwarb 1976 einen Bachelor in Biologie. Sieben Jahre später promovierte er im Fach Humanmedizin.

## Astronautentätigkeit
Williams wurde von der kanadischen Raumfahrtbehörde (CSA) im Juni 1992 ausgewählt und zum Astronauten ausgebildet. Außerdem wurde er ab 1995 von der US-Raumfahrtbehörde NASA zum Missionsspezialisten geschult.
Als Missionsspezialist nahm er im April 1998 an der Mission STS-90 teil.
Zwischen Juli 1998 und September 2002 war Williams Direktor des Space and Live Science Directorate am Johnson Space Center in Houston (Texas).
Im August 2007 führte Williams mit STS-118 seinen zweiten Raumflug durch. Während des zweiwöchigen Flugs unternahm er drei Weltraumausstiege.
Am 1. März 2008 ging Williams in den Ruhestand. Er kündigte an, demnächst die USA verlassen zu wollen und nach Ontario in Kanada zu ziehen.
Williams ist verheiratet und hat zwei Kinder.